# Aeroportul Opapimiskan Lake
Aeroportul Opapimiskan Lake (IATA: YBS) este un aeroport din Kenora District⁠(d), Ontario, Canada.
Situat la o altitudine de 308 m, aeroportul dispune de o singură pistă. Este operat de Goldcorp⁠(d).